# Delphyre flaviceps
Delphyre flaviceps là một loài bướm đêm thuộc phân họ Arctiinae, họ Erebidae.